# Indohya caecata
Espèce
Indohya caecata est une espèce de pseudoscorpions de la famille des Hyidae.

## Distribution
Cette espèce est endémique du Kerala en Inde. Elle se rencontre dans les Nelliampathi Hills.

## Description
Le mâle holotype mesure 1 mm.
Les mâles mesurent de 1,00 à 1,06 mm et les femelles de 0,90 à 1,18 mm.

## Publication originale
- Beier, 1974 : Pseudoscorpione aus Südindien des Naturhistorischen Museums in Genf. Revue Suisse de Zoologie, vol. 81, no 4, p. 999-1017 (texte intégral).